# 신풍익스프레스
〈신풍 익스프레스〉(神風エクスプレス 카미카제에쿠스프레스[*])는 타쿠토×미야카와쿤의 첫 번째 컬래버레이션 싱글이다. 2018년 2월 14일에 빙에서 발매됐다. 타쿠토에게는 네 번째, 미야카와쿤에게는 메이저 첫 싱글이다.

## 해설
- 유튜브에세 타쿠토에게 흥미를 가진 미야카와쿤이 트위터에서 다이렉트 메일을 보낸 것이 계기가 되며 의기투합한 두 사람이 의견을 서로 내놓아서 완성한 첫 컬래버레이션 싱글이다.[1]
- 곡의 세계관이 맞다는 이유로 ytv NTV 계열 TV 애니메이션 《명탐정 코난》의 2018년 1월 6일 방송분부터 닫는 곡으로 채용됐다.[1][2]
- 2월 14일인 밸런타인데이에 발매된 것으로부터 빙의 음악 포털사이트 ‘Musing’에서는 화이트데이 답례 기획으로 제목을 붙인 틀전 부록 CD도 판매되고 있다.

## 수록 내용

### CD
| #  | 제목                                   | 작사   | 작곡               | 편곡 | 재생 시간 |
| -- | -------------------------------------- | ------ | ------------------ | ---- | --------- |
| 1. | 〈신풍익스프레스〉 (神風エクスプレス)  | 타쿠토 | 타쿠토, 미야카와쿤 |      |           |
| 2. | 〈굿바이 섬싱〉 (グッバイ・サムシング) | 타쿠토 | 타쿠토             |      |           |
| 3. | 〈신풍익스프레스〉 (Instrumental)      |        |                    |      |           |

| #  | 제목                                            | 작사   | 작곡               | 편곡 | 재생 시간 |
| -- | ----------------------------------------------- | ------ | ------------------ | ---- | --------- |
| 1. | 〈신풍익스프레스〉 (神風エクスプレス)           | 타쿠토 | 타쿠토, 미야카와쿤 |      |           |
| 2. | 〈굿바이 섬싱〉 (グッバイ・サムシング)          | 타쿠토 | 타쿠토             |      |           |
| 3. | 〈아이러니 -히키가타리-〉 (アイロニ -弾き語り-) | 스콧푸 | 스콧푸             |      |           |

| #  | 제목                                   | 재생 시간 |
| -- | -------------------------------------- | --------- |
| 1. | 〈신풍익스프레스〉 (神風エクスプレス)  |           |
| 2. | 〈굿바이 섬싱〉 (グッバイ・サムシング) |           |
| 3. | 〈신풍익스프레스〉 (TV Edit Ver.)      |           |

### DVD
| #  | 제목                                          | 재생 시간 |
| -- | --------------------------------------------- | --------- |
| 1. | 〈신풍 익스프레스〉 (뮤직 비디오&메이킹 영상) |           |

## 미디어에서의 사용
신풍익스프레스
- TV 애니메이션 《명탐정 코난》 닫는 곡

## 구입자 특전

### 판매점 한정
- Musing 화아트데이 답례 기획 ‘타쿠토×미야카와쿤 디자인의 오리지널 스탬프와 구입자의 닉네임이 있는 A5 아티스트 카드 (화이트 데이 ver.)’

## 발매일
| 국가     | 발매일          | 포맷                     | 레이블     |
| -------- | --------------- | ------------------------ | ---------- |
| 일본     | 2018년 2월 14일 | 디지털 다운로드, CD 싱글 | Being      |
| 대한민국 | 2018년 3월 15일 | 디지털 다운로드          | 씨앤엘뮤직 |

### 내용주
1. ↑  ‘보이지 않는 미래로 돌진해간다’ ‘지금부터 어떻게라도 될 수 있다’와 같은 그런 마음을 태운 질주감 넘치는 노래이다.[1]
2. ↑  타쿠토가 처음으로 작사와 작곡, 편곡을 모두 담당해서 만든 곡이다. A 멜로디는 미야카와쿤 사상 최고의 멋진 목소리라고 트위터 등에서 본인이 보증하고 있다.
3. ↑  스콧푸의 인기 보컬로이드 곡의 커버이다. 2017년 9월 20일에 도쿄 WWW X에서 개최된 투맨 라이브 ‘신풍익스프레스’에서도 보였던 ]]히키가타리]] ver.을 수록.
4. ↑  타쿠토가 인상적으로 중얼거리는 구절 ‘海岸線午前四時’→해안선 오전 4시를 재현하듯이 새벽을 배경으로 쵤영된 뮤직 비디오와 그 메이킹 영상이 담겨져있다.[3]

### 참조주
1. 1 2 3  “焚吐×みやかわくん　オフィシャルインタビュー” [타쿠토×미야카와쿤, 공식 인터뷰] (일본어). 2018년 3월 3일에 원본 문서에서 보존된 문서. 2018년 3월 3일에 확인함.
2. ↑  “焚吐とみやかわくん、同い年の2人で作り上げた「神風エクスプレス」” [타쿠토와 미야카와쿤, 동갑인 두 사람이 완성시킨 ‘신풍 익스프레스’]. 《음악 나탈리》 (일본어) (나타샤). 2017년 9월 26일. 2018년 3월 3일에 확인함.
3. ↑  “焚吐×みやかわくん、朝焼けを背に歌う「神風エクスプレス」MV” [타쿠토×미야카와쿤, 새벽을 등지고 노래하는 ‘신풍익스프레스’ MV]. 《음악 나탈리》 (일본어) (나타샤). 2018년 1월 31일. 2018년 3월 3일에 확인함.